# Devasahayam Pillai
Devasahayam Pillai (En malabarː ദേവസഹായം പിള്ള; en tamilː முத்திப்பேறு பெற்ற தேவசகாயம் பிள்ளை) (Palliyadi, 23 de abril de 1712-Aralvaimozhy, 14 de enero de 1752), fue un noble y laico hindú convertido al cristianismo. torturado y fusilado, por negarse a abandonar la fe, conocido por su nombre de bautizo latinizado, Lázaro.
Era un funcionario en la corte del Rey de Travancore, Maharaja Marthanda Varma, cuando estuvo bajo la influencia de la marina holandesa. El capitán holandés y
comandante Eustachius De Lannoy, lo instruyó en la fe católica. 
Fue casado, y bautizado adulto, después de solicitarlo insistentemente, tomando el nombre de Lázaro que al igual que su nombre original, significa Dios es mi auxilio. Se le presentaron cargos falsos por traición, se le despojó de su trabajo en la administración, arrestado y torturado por tres años y desterrado. Unos soldados lo ejecutaron, le dispararon, y sus restos fueros arrojados descuidadamente. Está sepultado en la catedral de San Francisco Javier en Nagercoil, en el extremo sur de la India.
Es considerado como mártir de la Iglesia católica y fue declarado beato en 2012 por el Papa Benedicto XVI. Posteriormente, el 15 de mayo de 2022, fue canonizado por el Papa Francisco en la Plaza de San Pedro del Vaticano, convirtiéndose en el primer santo laico indio.